# Teresa Teng
Deng Lijun (n. 29 ianuarie 1953, 褒忠鄉⁠(d), 雲林縣⁠(d), Taiwan – d. 8 mai 1995, Chiang Mai, Thailanda), cunoscută și ca Teng Li-Chun sau Teresa Teng, a fost o cântăreață de muzică pop din Taiwan. Ea a fost cunoscută pentru cântecele ei populare și balade romantice. A înregistrat cântece în chineză, taiwaneză, cantoneză, japoneză, indoneziană și engleză. Teresa Teng a murit în 1995 în timp ce era în vacanță în Thailanda.